# مسجد بابول شير
مسجد بابول شير (بالاندونيسية: Masjid Babul Chair) يقع المسجد في كيتابانج في كالمنتان الغربية، وتحديدا في منطقة الوسط في حي باوان الدلتا.

## التاريخ
تم بناء المسجد بمبادرة من عدد من القادة الدينيين في المنطقة الشمالية من ماتان هيلير، لان بلدتهم لا يوجد بها مسجد لأداء صلاة الجمعة، اتفق الناس في منطقة دلتا باوان وماتان هيلير على بناء المسجد، بدأ البناء في عام 1948 .

## العمارة
بعض أجزاء المسجد تعرضت للكثير من التغييرات باستثناء الركائز الأربع في وسط المسجد، والركائز الأربعة مزخرفة بطريقة جميلة، القبة في البناء الأصلي كانت على ارتفاع محدد، ثم تم رفع مكانها قليلا بحيث يشعر لمصلي بأن مساحة المسجد أكبر، وقد أصبح المسجد مكانا يزوره المصلين من المدينة الشمالية من كيتابانج .